# دانه‌پراکنی

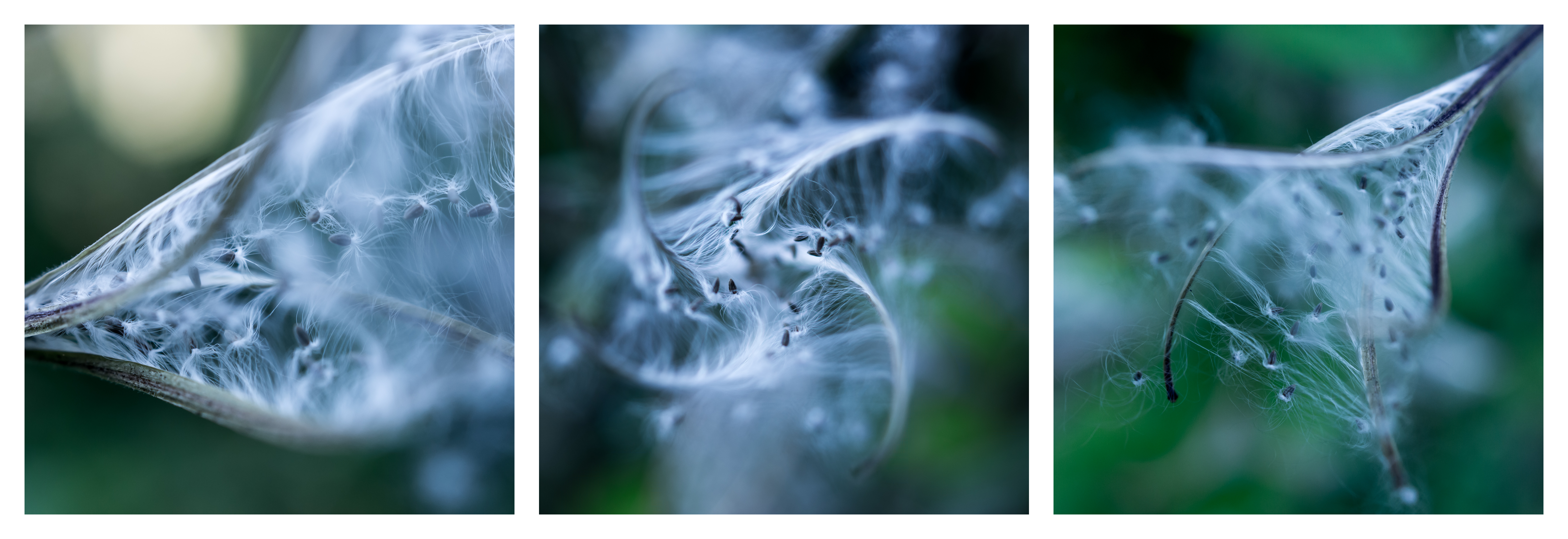
انتشار دانه در علف فر پشمالو

دانه‌پراکنی یا پراکنده‌شدن دانه یا  انتشار دانه (به انگلیسی: Seed dispersal) مرحله‌ای است که در آن دانه‌های یک گیاه به روش‌های گوناگون پراکنده می‌شوند.